# Sortida del sol a Spluga
Sortida del sol a Spluga (en italià: Levata del Sole allo Spluga) és un quadre pintat en 1900 pel pintor italià Carlo Bazzi.
Finalitzat el 8 de novembre de 1900, és una obra d'art que va ser exhibida a la mostra IV Triennal de Milà de 1900. És una de les obres pictòriques més famoses del paisatge de Llombardia, que va atreure molts visitants també des de fora d'Itàlia. Alguns han vist a Levata del sole allo Spluga una resposta verística milanesa a la Impressió, sol naixent de Monet amb els seus colors i llums característics.

## Descripció
És un quadre de grans dimensions on es destaquen els principis fonamentals de l’impressionisme, però amb un toc italià, amb una atmosfera brillant on es pot observar una escena que recorda una parella romàntica a la llunyania, potser abraçada, o potser només un mirall a prop de les barques a la vora de l’aigua, mentre una dona jove camina davant d’ells en una ideal oposició. La representació és d’una magnífica matinada, a l’alba del llac als peus del mont Spluga, que no està envoltat per la boira, sinó que encara és intangible, de manera que alguns detalls es representen de forma indefinida. En primer pla hi ha dues barquetes, disposades en diagonal de l’esquerra a la dreta, a la vora de l’aigua, buides. Al fons, hi ha dues veles desplegades, sempre en parella metafòrica. Pujant per sobre del llac, hi ha majestuoses muntanyes esquerdades, il·luminades pel sol rogenca, que s’obren pas lentament pel cel, emetent rajos tremolosos taronja que es reflecteixen a l’aigua, mai trossejada per cap onada, i inundant homogèniament tot el paisatge, en contrast i oposició amb els dibuixos durament pintats pel gel a la part superior dreta de la muntanya. A baix a la dreta, finalment, el quadre està signat en diagonal, en gran: "Bazi".

## Exposicions internacionals
- IV Triennal de Milà de 1900.[1]

## Anàlisi de l’obra
A l’obra de Bazzi, les vidrieres artístiques del Duomo di Milano creades per ell s’aixequen com a exemples preeminents de la seva habilitat en l’ús de la llum filtrada entre les finestres com a mitjà expressiu. De la mateixa manera, en el quadre “Levata del Sole allo Spluga”, Bazzi aprofita la llum com a tema principal, transformant la seva representació en una experiència sensorial i emotiva. Aquest enfocament reflexa el principi del Verisme en l’art, que valora una representació realista i precisa de la realitat.
Les vidrieres del Duomo di Milano, amb la seva varietat cromàtica i el joc de reflexos i transparències, creen una atmosfera etèria i suggerent que transporta l’espectador a un món de llum i color. De manera similar, en el quadre, Bazzi va més enllà de la mera representació figurativa, tractant de capturar l’essència lluminosa dels núvols matinals i dels reflexos del sol sobre l’aigua. Aquesta crida a la realitat sense ornaments és un altre element clau del Verisme en l’art, que busca representar la vida tal com és, sense idealitzacions.
Les graduacions tonals i la combinació de colors càlids i freds, tan presents a les vidrieres del Duomo di Milano, també es troben en el quadre, donant-li a l’obra una vivacitat i una profunditat cromàtica que evoca la mestria de l’artista en la creació d’efectes lluminosos mitjançant l’ús savi del color. Aquesta atenció als detalls i la representació precisa dels colors són típiques del Verisme en l’art, que busca capturar la vida quotidiana amb gran precisió.
A més, el treball de Bazzi mostra una atenció especial a la representació realista dels detalls, característiques típiques de l’estil de Giuseppe Bertini. Això contribueix encara més a la seva adhesió als principis del Verisme en l’art i a la seva capacitat d’oferir a l’espectador una experiència visual autèntica i envolvent.
L’obra pertany a un moment crucial de la trajectòria de l’artista, que marca la transició cap a llenguatges pictòrics més moderns dins l’escena artística de Lombardia a principis del segle XX. Va consolidar el pas cap a formes modernes. Levata del Sole allo Spluga és considerada una síntesi entre l’observació naturalista i la tensió simbolista.
L’obra representa un paisatge alpí a l’alba, on la llum no és només un element atmosfèric sinó també un component estructural de la composició. En aquesta tela, la pintura de Bazzi supera el naturalisme llombard del segle XIX per arribar a una visió atmosfèrica i mental, anticipant solucions cromàtiques i lumíniques que seran pròpies del Simbolisme i de la Secessió de Milà. L’enquadrament compositiu i l’ús de la llum de l’alba situen l’obra en diàleg amb la recerca artística europea contemporània, des de Giovanni Segantini fins a Ferdinand Hodler, tot mantenint un caràcter estilístic genuïnament italià.